# École polytechnique de Thiès
 (mai 2019).
L'École polytechnique de Thiès, connue sous le sigle EPT, est une grande école d'ingénieurs implantée au Sénégal. Créée en 1973 par Léopold Sédar Senghor, elle forme des ingénieurs en Afrique de l'Ouest dans les domaines du génie civil, du génie électromécanique (avec une filière aéronautique) et du génie informatique et télécommunications.
Elle est dotée d'une personnalité juridique, d'une autonomie administrative et financière et est directement rattachée au ministère de l'Enseignement supérieur et de la Recherche. Elle est membre de la Conférence internationale des formations d’ingénieurs et techniciens d’expression française (CITEF) et est accréditée par l'ANAQ-SUP.

## Implantation, infrastructure et équipements
L’école est située à Thiès (environ 70 km de Dakar), sur un terrain de plus de quatre cents hectares. Son campus comporte les locaux d’enseignement, d’exploitation et de gestion, de même que les logements à l’usage du corps enseignant et des élèves-ingénieurs.

## Historique
L'école polytechnique de Thiès, établissement public à vocation internationale, est sous la tutelle du ministère de l'Enseignement supérieur et de la Recherche. Le développement de l’École polytechnique de Thiès se résume en cinq étapes.
- Le 23 mai 1973, le président du Sénégal Léopold Sédar Senghor décrète la création de l’École polytechnique de Thiès (EPT). L’École polytechnique de Montréal en accepte le parrainage au cours de son implantation progressive. L’EPT fut placée sous la tutelle du ministère des Forces armées.
- En octobre 1991, l’EPT fut rattachée au ministère de l’éducation nationale et rattachée à l’université de Dakar le 25 mai 1992.

Remise de diplômes par le président de la République Abdou Diouf en 1987.

- En 1994, elle fusionna avec la division industrielle de l’ENSUT et la section technique industrielle de l’ENSETP[5] pour former l’École supérieure polytechnique (ESP) de l’UCAD comprenant le centre de Dakar et celui de Thiès.
- En 2007, l’EPT, ex-ESP centre de Thiès, est rattachée à la nouvelle Université de Thiès.
- Depuis 2009, elle est détachée de l’université de Thiès pour devenir autonome sous la tutelle directe du ministère de  l’Enseignement supérieur et de la Recherche.

## Missions
Le décret de création de l’EPT assigne à celle-ci quatre missions fondamentales[réf. nécessaire] :
- former tant sur le plan théorique que pratique des Ingénieurs de conception (DIC) ;
- assurer des formations et mener des activités de recherches en vue de préparer directement aux fonctions d’encadrement dans : 
  - la production des biens et des services,
  - La recherche ;
- organiser des enseignements et des activités de recherches visant au perfectionnement permanent, à l’adaptation et à la participation à l’évolution scientifique et technologique ;
- mener des activités d’expertises pour des organisations publiques et privées.

## Chiffres (en 2014)
L'école accueille en 2014[réf. nécessaire] 1 225 ingénieurs, dont 625 en génie civil, 585 en génie électromécanique et quinze en informatique et télécommunications. Elle forme également 467 techniciens supérieurs (ESP), dont 418 en génie civil et 49 en génie électromécanique. Quinze nationalités sont représentées parmi les élèves.

## Organisation des études
La durée des études est de cinq ans, dont deux ans pour le tronc commun et trois ans de spécialisation. En plus de la formation scientifique et technique, plusieurs cours sont dispensés : finance, technique d’expression, gestion des projets, économie, gestion, administration des entreprises, etc. Sur le plan de la formation, l’EPT comporte trois départements.

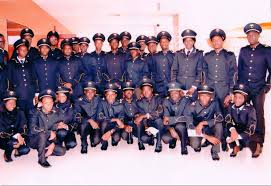
Élèves de l’École lors des différents événements scientifiques du pays.

### Département Tronc commun
- mathématiques : analyse, algèbre linéaire, analyse vectorielle, analyse numérique, analyse statistique et probabilité, dénombrement, complément de mathématiques, recherche opérationnelle, calcul différentiel et intégral, équations différentielles, économie…..
- sciences fondamentales et appliquées : physique, chimie de l’ingénieur, mécanique dynamique, mécanique statique, mécanique des fluides, mécanique des solides, mécanique des milieux continus, science des matériaux, anglais, dessin technique, informatique….

### Département Génie civil
Matières de génie : Résistance des matériaux, Construction métallique, Topographie, Hydraulique, Hydrogéologie, Hydrologie, Technologie de construction, Technologie du béton, Mécanique du bâtiment, Béton armé, Calcul de structures, Géotechnique…
Secteurs d’activités des Ingénieurs en génie civil :
- pilotage et coordination de projet (Bureaux d'études, Bureaux de contrôle, OPC...) ;
- industries et entreprises du bâtiment ;
- entreprises de réalisation d'infrastructures (Routes, autoroutes, VRD, ligne ferroviaire, plateforme ferroviaire, ...) ;
- entreprises spécialisées en travaux hydrauliques et portuaires (barrages, ponts, ports, assainissements, aménagement hydro-agricoles, etc.), conseil et management, assurances, property management, finance de la construction (banque d'investissement, asset management...), organismes de développement (PNUD, Banque Mondiale, Banque africaine de développement..), Corps de contrôle de l’État (ministères, directions, inspections...).

### Département Génie électromécanique

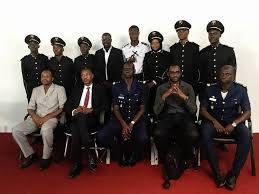
Première promotion d'ingénieurs en aéronautique entièrement formés au Sénégal (2018).

Mécanique générale, mécanique des fluides, résistance des matériaux, froid et climatisation, automatisme, électrotechnique, automatique, thermodynamique, éléments de machines, installation électrique, électronique de puissance, gestion de projets, gestion de la production, maintenance, assurances, etc.
Secteurs d’activités des Ingénieurs Électromécaniciens :
- manufactures, bâtiments, industrie chimique ;
- cabinets d'études et de conseils ;
- sociétés du tertiaire ;
- industrie automobile, aéronautique ;
- plasturgie et sidérurgie ;
- conception des systèmes mécaniques et gestion des unités de production industrielle.

### Département Génie informatique et télécommunication (GIT)
Le département génie informatique et télécommunication est ouvert depuis 2012. Il forme des élèves ingénieurs qui obtiendront à l'issue de leur formation un diplôme en génie informatique et télécommunication.
Secteurs d’activités des Ingénieurs GIT :
- génie logiciel ;
- digital marketing ;
- télécommunications ;
- science des données ;
- gestion et maintenance de réseaux informatiques ;
- cryptographie ;
- finance ;
- conseils et formation TIC ;
- direction des systèmes d'informations.

## Anciens élèves
Étant le bras technique de l'État sénégalais, l'EPT a toujours participé à la formation des hauts technocrates du pays.[réf. nécessaire]

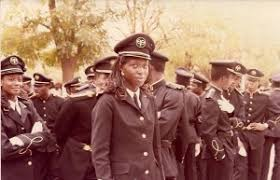
Maimouna Ndoye Séck, première femme diplômée de l’École en 1987.

- Maïmouna Ndoye Seck (EPT 87), mathématicienne, ministre sénégalaise des Transports aériens et du Développement des infrastructures aéroportuaires (2017-2019), ministre du Tourisme et des Transports aériens (2015-2017), ministre de l'Énergie et du Développement des énergies renouvelables (2013-2015) ;
- Aly Ngouille Ndiaye (EPT 88), ministre de l'intérieur (depuis 2017), ministre de l’énergie, des Mines et de l'industrie (2013-2017) ;
- Youssouf Sakho (EPT 82), ministre de l'équipement et du transport (2001-2002) ;
- Abdou Ndéné Sall (EPT 86), ministre chargé du réseau ferroviaire (2014-2019) ;
- Seydou Sy Sall (EPT 84), ministre de l'urbanisme et de l'Habitat (2001-2005).